# Апостольская префектура Исяня
Апостольская префектура Исяня (лат. Praefectura Apostolica Yihsienensis) — апостольская префектура Римско-Католической церкви с центром в городе Исянь, Китай. Апостольская префектура Исяня распространяет свою юрисдикцию на часть территории провинции Хэбэй. Апостольская префектура Исяня подчиняется непосредственно Святому Престолу.

## История
25 мая 1929 года Римский папа Пий XI издал бреве Cum venerabilis, которой учредил миссию sui iuris Исяня, выделив её из апостольских викариатов Пекина (сегодня — Архиепархия Пекина) и Баодина (сегодня — Епархия Баодина).
9 декабря 1935 года Римский папа Пий XI издал буллу Si in enascenti, которой преобразовал миссию sui iuris Исяня в апостольскую префектуру.

## Ординарии апостольской префектуры
- Tarcisio Martina (22.10.1929 — 12.11.1961);
  - Sede vacante — c 1961 года по настоящее время.

## Источник
- Annuario Pontificio, Libreria Editrice Vaticana, Città del Vaticano, 2003, ISBN 88-209-7422-3
- Бреве Cum venerabilis, AAS 21 (1929), стр. 658  (лат.)
- Булла Si in enascenti, AAS 28 (1936), стр. 225  (лат.)